# Kévin Malcuit
Kévin Malcuit (Châtenay-Malabry, Alts del Sena, França, 31 de juliol de 1991) és un futbolista francès d'origen marroquí i maurità. Juga com a defensa i el seu equip actual és el S.S.C. Napoli de la Sèrie A d'Itàlia.

## Trajectòria
Es va formar als planters de Racing i Mònaco. Després de dos anys en les categories inferiors del club monegasc, va debutar en el primer equip, el 18 de setembre de 2010 contra el Toulouse Football Club, substituint Vincent Muratori en el minut 70. El gener de 2012 va ser cedit al Vannes, amb el qual va debutar el 17 de febrer següent contra el Niort; l'1 de març va marcar el seu primer gol davant l'Orléans. Al final de la temporada, va fitxar lliure pel Fréjus.
El 9 de gener de 2014 va ser contractat pel Niort de la Ligue 2. El 18 d'abril va debutar davant el Brest. La temporada següent, gràcies a les seves bones actuacions, es va guanyar un lloc de titular, jugant molts partits en qualitat de migcampista defensiu. L'agost de 2015 va ser transferit al Saint-Étienne, on va debutar el 20 de setembre contra el Nantes. Amb els Verts va totalitzar 46 partits en dues temporades. El 8 de juliol de 2017 va passar al Lille, on va concloure la temporada amb 25 presències.
El 8 d'agost de 2018 va signar un contracte de cinc anys amb el Napoli italià, per 12 milions d'euros. Va debutar en Sèrie Al 26 de setembre següent, en el partit contra el Parma, guanyat 3 a 0 pels napolitans.

## Palmarès
SSC Napoli
- 1 Copa italiana: 2019-20.